# Wrzosy (Rybna)
Wrzosy – północno-zachodni przysiółek wsi Rybna, w Polsce, w województwie małopolskim, w powiecie krakowskim, w gminie Czernichów.
W latach 1975–1998 przysiółek administracyjnie należał do województwa krakowskiego.
Przysiółek położony jest w dolinie Wrzosy (północna jego część) oraz w rezerwacie przyrody potoku Rudna w Dolinie Rudna (południowa jego część) na Wyżynie Krakowsko-Częstochowskiej przy lesie Orley w Rudniańskim Parku Krajobrazowego.

Przez przysiółek przepływa potok Rudno. Miejscami wyciął on w stokach stromy jar o urwistych ścianach skalnych. Od północnego wschodu wznosi się widokowa kopiasta Wielka Góra (388 m n.p.m.). Od północy graniczy z niewielką osadą Wrzosy w gminie Krzeszowice.